# Гецевич, Герман Александрович
Герман Александрович Гецевич (28 октября 1961, Москва — 1 сентября 2021, Москва) — русский поэт, прозаик, переводчик, автор и исполнитель песен. Член Союза писателей Москвы.

## Биография
Родился 28 октября 1961 года в Москве в семье служащих. Мать — Римма Васильевна Гецевич, инженер-химик (1938—2008). Отец — Александр Иосифович Коган (1921, Харьков — 2019, Москва), военный врач-дерматовенеролог, кандидат медицинских наук, участник Великой Отечественной войны. Отчим — Борис Григорьевич Милованов (1925—2010), мастер-кондитер, начальник цеха. Детство и юность Германа прошли в Сокольниках. С 1981 по 1982 год служил в Советской Армии, в Закавказском военном округе. Получил медицинское образование, с 1981 по 2009 год работал на «Скорой помощи». Пытался поступить в Литературный институт им. Горького, но не был принят.

## Творчество
По словам Гецевича, первым поэтом, которого он узнал и полюбил, был Сергей Есенин. В детстве большое влияние на формирование эстетического вкуса Германа Александровича оказала бабушка, Татьяна Александровна Федорова (1906—1983), которая читала ему стихи русских поэтов, пела песни. Свои первые стихи («Подорожник») написал в 15 лет. «Это были вполне законченные акмеистические стихи».
Гецевич — поэт-полистилист, который всегда находился в поиске новых формальных решений. Большое значение в его жизни имело общение с поэтами и художниками Лианозовской группы, с творчеством которых он познакомился в конце 1980-х годов. Стихи этих лет отличаются особым вниманием к форме, склонностью к поэтическим экспериментам, что сближает поэзию Гецевича с футуризмом С. Кирсанова, Н. Асеева. Художественная ткань текста стала сжиматься до букв, знаков и символов (Книга «Скальпель», Москва, 2000). Профессор-филолог Людмила Зубова цитировала стихи Германа Гецевича в своей работе «Современная русская поэзия в контексте истории языка» (НЛО, 2000).
Впервые стихи Гецевича были опубликованы в 1992 году в газете «Русский курьер» и альманахе «Стрелец», издателем которого был коллекционер, издатель и поэт Александр Глезер. Предваряя одну из последующих публикаций («Еврейская улица», 1993), Генрих Сапгир отметил «особый дар мифического Протея. Он легко перевоплощается, меняет стили, как маски. Поэт как бы чувствует неуместность своего чистого лиризма на этом пиру во время чумы и спешит надеть размалеванную маску, личину. А где же само лицо? Вот оно — городское, болезненно лирическое, ранимое лицо моего современника». По совету Генриха Сапгира Гецевич начал писать для детей. 
С 2016 года в московской библиотеке им. Н. А. Некрасова, а позднее в Доме поэтов в Трёхпрудном переулке, проходили «Некрасовские пятницы», основателем и руководителем которых является Сергей Нещеретов (Зенкевич). Герман Гецевич был частым гостем этих поэтических встреч, проводил авторские вечера, и в частности, неоднократно представлял свои переводы «Сонетов» Шекспира.
В 2017 году Герман Александрович стал лауреатом за лучшую поэтическую публикацию в газете «Литературная Россия».
Как переводчик поэзии вошел в антологию «Строфы века-2» («Антология мировой поэзии XX века», Москва, «Полифакт», 1998, составитель Е. Витковский). Переводил английскую, французскую, грузинскую, украинскую, еврейскую, сербскую, латышскую и греческую поэзию. Его переводы с французского стихотворений Анри Делюи (1931—2021) опубликованы в журнале «Дружба народов» (№ 2, 1995), два из них вошли в «Семь веков французской поэзии в русских переводах» (издательство «Евразия», 1999, составитель Е. Витковский). Также является одним из авторов антологий «Свет двуединый» (Москва, издательство «Х. Г.С.», 1996, составители М. Грозовский и Е. Витковский), «Самиздат века» (Минск — Москва, издательство «Полифакт», 1997, составители Г. Сапгир и И. Ахметьев), а также составленной им антологии «Небесный огонь. Поэты Гоголю» (Москва, Дом Гоголя, Межрегиональный библиотечный коллектор, 2012).
Гецевич часто обращался к форме малой прозы и эссе. Среди героев его статей — Петр Вегин, Сергей Чудаков, Игорь Холин, Генрих Сапгир, Лев Кропивницкий, Александр Немировский, Александр Галич, Ян Сатуновский, Лазарь Шерешевский и другие.
Также Гецевич — автор и исполнитель песен в жанре «Шансон». Музыкальные альбомы «Бумеранг» и «Лю Блюз» («Артсервис», 2014) записаны в содружестве с музыкантами Татьяной Смольской, Ларисой Косаревой, Алексеем Розовым (Косариным), Михаилом Блинковым, Алексеем Соколовым, с которыми Гецевич неоднократно выступал на разных площадках Москвы.
Стихи Гецевича положены на музыку такими композиторами, как Эмилия Перль («Поэзия на клавишах» при участии джазовой пианистки и певицы Екатерины Черноусовой, солистки Президентского оркестра), Елена Спас (альбом «Без лишних слов» (Артсервис, 2013), Теодор Ефимов, Алексей Черный, Сергей Богза, Эльмира Якубова, Игорь Лучин, Алексей Дворников, Власта Трачик (Польша). Виктор Агранович как композитор и продюсер записал и издал несколько музыкальных альбомов на стихи Гецевича: музыкально-поэтическая сюита «Анти-Мы» (Артсервис, 2008), «Самые-небесамые» (Артсервис, 2012).
Стихи Гецевича публиковались за рубежом, переводились на украинский, сербский, английский, немецкий языки.
Творчеству Гецевича были посвящены персональные передачи на радио «Свобода» (цикл «Поверх Барьеров»), израильском радио «Рэка», радио «Алеф», на радиостанциях «Россия», «Эхо Москвы», «Народное радио», «Подмосковье», «Юность», а также видеосюжет «Поэт современного города» на центральном российском ТВ.
Награждён медалью «За активную военно-патриотическую работу среди молодежи».
Герман Гецевич умер 1 сентября 2021 года в Москве, причиной стал обширный инфаркт. Похоронен на кладбище «Куприяниха» Домодедовского поселения Московской области.
В октябре 2021 года прошли три вечера памяти поэта.

## Отзывы
Евгений Евтушенко: «Выбор Гецевича мужественен и прост. "Пусть лучше уж Бог меня выдаст, чем свинья съест". Работа на скорой помощи не помогла Гецевичу привыкнуть к смерти, и он восстает против того, когда к этому привыкают другие: "Вместо слез останется привычка провожать друг друга в никуда". Главное в его стихах — непризнание правомочности смерти и тоска от невозможности отобрать у смерти ее самозванные права. "И чужая тревога тревожит, но пора понять самому, что никто никому не поможет, не поможет никто никому"».
Андрей Вознесенский: «Он канул в слово. Он скальпирует слово, пытается разгадать код языка, а стало быть, и жизни. Даже в традиционном стихотворении о мухе закодировано гудение духа».
Юрий Ряшенцев (из рекомендации в Союз Писателей Москвы): «Рядом с традиционной лирикой в его стихах можно натолкнуться на самый смелый эксперимент, и это не должно смущать, потому что и в том, и в другом есть органика».
Георгий Балл: «В поэзии Германа Гецевича много игры. Улыбка взрывает стихи. Игра не ради игры, а ради глубинного понимания мира».
Виктор Голков: «Что характерно для Германа Гецевича — чуть ли не пушкинская легкость. Всякое отсутствие модерновости, умствования и изыска. То есть, он вовсе не чужд новаций… Иногда этим он напоминает Семена Кирсанова… Герман Гецевич прежде всего хорош, когда он традиционен, что, впрочем, вовсе не исключает пронзительного, проникающего в глубь вещей поэтического взгляда, основной приметы крупного поэта».

## Публикации

### Переводы
- Альманах «Бденье» 2012, Сербия, перевод Владимира Ягличича.
- Альманах «Поэт» 2010, Германия, (Poet № 8 LITERATUR MAGAZIN POETLADEN), перевод Александра Ницберга.

### Журнальные
- «Стрелец», № 2, 1992 г.;
- «Юность», № 1, 1993 г.;
- «Еврейская улица», № 4, 1993 г.;
- «Стрелец», № 1, 1993 г.;
- «Юность», № 4, 1994 г.;
- «Дружба народов», № 10, 1994 г.;
- «Стрелец», № 1, 1995 г.;
- «Стрелец», № 2, 1996 г.;
- «Еврейская улица», № 4, 1996 г.;
- «WORLD POETRY Almanax», 2007—2008 ISBN 978-999978-865-5-2
- «WORLD POETRY Almanax», 2017—2018 ISBN 978-999978-865-5-2, авторизованный перевод на английский.
- Альманах «Литературный Иерусалим», 2017, выпуск № 16 ISBN 978-965-7209-21-11-3
- «Связь времен. Альманах-ежегодник», 2014, № 6, США, Сан-Хосе
- Альманах «Время и место» Международный литературно-художественный и общественно-политический журнал, 2014, № 3 (31), Нью-Йорк
- Альманах «22», 2013, № 168, Иерусалим, Израиль.
- Альманах «Мастерская»

### Газетные
- Их мед похож на яд. Нумерологические сонеты / Независимая газета 28.10.2021
- Гений повседневности. Независимая газета (19 августа 2020). Дата обращения: 5 декабря 2021.
- Герман Гецевич. На перекрестке бытия // Литературная Россия. — 2017. — № 21.

### Книги стихов
- Имена собственные. — М.: Музей Сидура, 1995. Вып.7.
- Семь. — М., 1997.it
- Голос. — М.: ИТО СЕМРИК, 2009. — 16 с.
- Сонеты Шекспира в переводах Германа Гецевича. — М.: У Никитских ворот, 2021. — 192 с. — ISBN 978-5-00170-394-5.[17][18]
- Герман Гецевич. Свой космос. — М.: У Никитских ворот, 2021. — 196 с. — ISBN 978-5-00170-431-7.

### Детские книги
- Азбука угадайка — «Принт-Люкс» — 2007
- Английская азбука в стихах — «Орбита — М» — 2003
- Лошадка-сладкоежка, "ООО «Алтей и К», — 2003
- Моя азбука (раскраска) — "ООО «Алтей и К», 1998

### Дискография
- «Поэзия на клавишах», ООО "МИЦ «Музпром — МО», 2007
- «Анти-МЫ», ООО «Артсервис» , 2008
- «Самые небесамые, песни для детей» , ООО «Артсервис», 2012
- «Без лишних слов», ООО «Артсервис», 2013
- «Лю-Блюз», ООО «Артсервис», 2014
- «Бумеранг», ООО «Артсервис», 2014
- «KISMET, к 80-летию старейшего лейбла русской грамзаписи за рубежом 1938—2018»[19]
- «Параллельные дороги», KISMET, 2021